# Deuxième Livre des Maccabées
 (août 2015).
Si vous disposez d'ouvrages ou d'articles de référence ou si vous connaissez des sites web de qualité traitant du thème abordé ici, merci de compléter l'article en donnant les références utiles à sa vérifiabilité et en les liant à la section « Notes et références ».
Le Deuxième Livre des Maccabées (II Maccabées) est un livre deutérocanonique catholique et orthodoxe. Il relate la révolte des Maccabées. La période qu’il couvre est plus restreinte que celle du Premier livre des Maccabées (I Maccabbées) : il s’ouvre sur les derniers jours de Séleucos IV et se conclut sur la défaite quinze ans plus tard du général Nicanor par Judas Maccabée, héros de l’ouvrage.
Contrairement à I Maccabées, II Maccabées a été rédigé en grec, probablement à Alexandrie vers 124 avant l’ère commune. Bien que de qualité historique moindre que le premier Livre, il contient des informations précieuses sur la genèse du conflit entre Judéens et Séleucides. Il comprend aussi du matériau proche de la tradition pharisienne, telle qu’une prière pour les morts impliquant une croyance en l’immortalité de l’âme et la résurrection.
Le Deuxième Livre des Maccabées fait partie du canon catholique et orthodoxe mais n’est pas reconnu comme tel par les traditions juive et protestante, bien que certains protestants l’incluent dans les apocryphes bibliques. L’Église d'Angleterre le juge utile, mais non nécessaire à la doctrine ni à la rédemption.

## Résumé
Les deux premiers chapitres contiennent deux lettres adressées aux Juifs d'Égypte, les invitant à venir au Second Temple de Jérusalem pour célébrer la fête de Hanoucca. Puis l'auteur déclare qu'il va résumer un ouvrage historique en cinq volumes de Jason de Cyrène et commence son récit.
Un jour, l'intendant du Temple Simon entre en désaccord avec le grand prêtre d'Israël, le bienveillant Onias III, sur des questions d'agoranomie. Pour l'emporter, il affirme à Apollonius, le gouverneur de Syrie et de Phénicie, que le trésor du Temple regorge de richesses. Informé, le roi Séleucos IV envoie à Jérusalem son ministre Héliodore pour confisquer ces biens.
Onias explique que cet argent a été déposé par des veuves et des orphelins, ainsi que par un membre de la riche famille des Tobiades appelé Hyrcan, et que ces gens ne peuvent être lésés.

## L’auteur
L’auteur de II Maccabées est anonyme et précise qu’il ne fait qu’abréger un ouvrage en cinq volumes de Jason de Cyrène, dont le nom est connu mais dont l’œuvre a disparu. Elle a probablement été rédigée en 100 avant l’ère chrétienne et devait, comme II Maccabées, se conclure sur la mort de Nicanor. L'auteur, qui reste anonyme, est très certainement hellénisé puisqu’il semble écrire directement en grec et non traduire une version hébraïque plus ancienne. On ignore ce qui tient de Jason de Cyrène dans le livre, mais la préface, l'épilogue et certaines réflexions morales sont certainement de l’auteur lui-même.

### Banques de données
- Ressource relative à la religion :   - Sefaria
- Notice dans un dictionnaire ou une encyclopédie généraliste :   - Universalis
- Notices d'autorité :   - VIAF
  - BnF (données)
  - IdRef
  - LCCN
  - GND
  - Pologne
  - Israël
  - Catalogne
  - Croatie
  - Argentine
  - WorldCat